# Дзєдзілув (ґміна)
Ґміна Дзєдзілув (пол. Gmina Dziedziłów) — колишня (1934—1939 рр.) сільська ґміна Кам'янко-Струмилівського повіту Тарнопольського воєводства Польської республіки (1918—1939) рр. Центром ґміни було село Дідилів.

1 серпня 1934 р. було створено ґміну Добротвор у Кам'янко-Струмилівському повіті. До неї увійшли сільські громади: Банунін, Хренюв, Дзєдзілув, Якімув, Соколув, Убінє.

В 1940 р. ґміна ліквідована у зв’язку з утворенням Дідилівського району.